# 室蘭新道
室蘭新道（むろらんしんどう）は北海道室蘭市にある国道36号のバイパス道路。輪西 - 母恋間（4,320 m）は北海道内で最初の自動車専用道路であり、日本国内で初となる通行料無料の自動車専用道路として開通した。車線数は日の出 – 母恋間が4車線、母恋 – 中央町間は6車線となる。なお、室蘭新道として整備した山手町（国道36号入江高架橋交点） - 中央町（千歳交差点）間は、現在北海道道699号室蘭港線になっている。

## 概要
昭和40年代、自動車の増加に伴う室蘭市内の道路混雑が顕著となっていた。当時、蘭東（東室蘭）地区と企業や官公庁、商店が集中する蘭西（室蘭中央）地区の動脈は国道1本のみ（現在の日の出母恋通）で、1971年（昭和46年）6月の輪西町の交通量は40,000台/日を超えており（当時の輪西町の交通容量は10,500台/日）、東室蘭 - 室蘭中央間約8 kmの移動に約1時間かかるなど、生活や物流に大きな支障が出ていた。このような状況からバイパス道路の必要性が高まり、「第6次道路整備5か年計画」（昭和45年〜49年度）で室蘭新道の着工が決定した。平成22年度の24時間交通量は34,002台。

## 歴史
- 1971年（昭和46年）：起工式[1][7]。
- 1974年（昭和49年）：日の出出入口 - 輪西出入口間開通。
- 1977年（昭和52年）：輪西出入口 - 仲町出入口間開通[8]。
- 1978年（昭和53年）：仲町出入口 - 母恋出入口間開通[9][10]。
- 1981年（昭和56年）：千歳交差点の改良と歩道橋の完成により室蘭新道工事完工[3]。
- 1986年（昭和61年）：入江高架橋開通[11]。
- 1993年（平成05年）：発達した低気圧による強風・豪雪により室蘭新道で31台の玉突き事故発生。
- 2008年（平成20年）：橋梁部の老朽化対策として、輪西側から順次防水工事開始（工事期間中は片側1車線通行やランプの通行止めなどの交通規制を行っている）[12]。

## 路線状況

### 自動車専用道路区間
| 札幌・苫小牧方面         | 札幌・苫小牧方面 | 札幌・苫小牧方面   |
| ランプ                   | 場所             | 備考               |
| 東町・苫小牧方面         | 東町・苫小牧方面 | 東町・苫小牧方面   |
| ------------------------ | ---------------- | ------------------ |
| 輪西出入口（輪西ランプ） | 室蘭市輪西町     |                    |
| 仲町出入口（仲町ランプ） | 室蘭市仲町       |                    |
| 御崎出入口（御崎ランプ） | 室蘭市茶津町     |                    |
| 母恋出入口（母恋ランプ） | 室蘭市新富町     | 室蘭駅方面のみ接続 |
| 山手町・室蘭駅方面       |                  |                    |

### 道路施設
- 日の出跨道橋 (54.40 m)[13]
- 汐見トンネル（東室蘭トンネル） (上り：167 m、下り：165 m)[14]
- 輪西高架橋 (1,358 m)
  - 輪西高架橋 (329 m)[15]
  - 仲町高架橋 (675 m)[15]
  - 瑞之江高架橋 (354 m)[15]
- 御崎トンネル (上り：374 m、下り：370 m)[14]
- 御崎高架橋 (459 m)[15]
- 母恋高架橋 (302.80 m)[13]

## 交差する道路
| 道路                                    | 場所                       | 備考                                |
| 札幌・苫小牧方面                        | 札幌・苫小牧方面           | 札幌・苫小牧方面                    |
| --------------------------------------- | -------------------------- | ----------------------------------- |
| 北海道道107号室蘭環状線（日の出ランプ） | 室蘭市日の出町             | 〈日の出母恋通〉 苫小牧方面のみ接続 |
| 〈日の出通〉                            | 室蘭市日の出町             |                                     |
| 〈寿大通〉                              | 室蘭市寿町                 |                                     |
| 〈東大通〉                              | 室蘭市東町                 | 苫小牧方面のみ接続                  |
| 国道37号                                | 室蘭市東町                 | 〈東2条通〉                         |
| 北海道道919号中央東線                   | 室蘭市東町                 | 〈大和通〉                          |
| この間自動車専用道路区間                |                            |                                     |
| 国道36号現道                            | 室蘭市山手町               | 入江高架橋に接続                    |
| 北海道道699号室蘭港線室蘭港方面         | 室蘭市中央町（千歳交差点） | 〈港大通〉                          |
| 北海道道919号中央東線                   | 室蘭市中央町（千歳交差点） | 〈室蘭中央通〉                      |
| 〈科学館通〉                            | 室蘭市中央町（千歳交差点） |                                     |
| 室蘭駅方面                              |                            |                                     |

## 参考資料
- “室蘭市の都市計画” (PDF).  室蘭市. 2017年2月13日閲覧。
- 松島哲郎、山際祐司、前田公治 (2014). 長期供用を経た自動車専用道路『室蘭新道』の維持管理 -建設から40年を経過した耐候性鋼材の劣化状況と近年の予防的修繕で得られた知見- (PDF) (Report). 土木研究所寒地土木研究所. 2017年2月13日閲覧。